# Nikola Špirić
Nikola Špirić (serbiska: Никола Шпирић), född 4 september 1956 i Drvar, Federationen Bosnien och Hercegovina i Bosnien och Hercegovina (dåvarande Folkrepubliken Bosnien och Hercegovina i Folkrepubliken Jugoslavien), är en bosnienserbisk politiker och var Bosnien och Hercegovinas premiärminister (officiell titel: ordförande för ministerrådet) från 2007 till 2012. Han var därefter finansminister från 2012 till 2015. Han representerade partiet Alliansen av Oberoende socialdemokrater (SNSD).